# Mathilde Stuiveling-van Vierssen Trip
Thilde (Mathilde) Stuiveling-van Vierssen Trip (Rotterdam, 28 maart 1907 – Laren (Noord-Holland), 24 april 2010) was een Nederlands schrijfster.

## Familie
Jkvr. drs. M. van Vierssen Trip was lid van het geslacht Trip. Ze was een dochter van jhr. mr. dr. Gustaaf Willem van Vierssen Trip (1874-1960), vicepresident van de arrondissementsrechtbank te Rotterdam, voorzitter van de Raad van Beroep directe belastingen, en Agatha Cornelia Schoute (1879-1968), lid van de Reclasseringsraad te Rotterdam. Thilde van Vierssen Trip had weinig op met de adel waarin ze opgroeide. In 1935 trouwde ze te Hilversum met schrijver prof. dr. Garmt Stuiveling (1907-1985), zoon van een Fries-Groningse schoolmeester. Ze hadden elkaar ontmoet in hun studententijd in Groningen. Ze kreeg samen met haar man een zoon en drie dochters. Een van de dochters werd de president van de Algemene Rekenkamer, Saskia J. Stuiveling (1945-2017).

## Loopbaan
Op het literaire vlak was Stuiveling vooral bekend als de vrouw van Garmt Stuiveling, maar zelf schreef Stuiveling-van Vierssen Trip ook. Daarbij maakte ze vaak gebruik van het pseudoniem Merijn of Merijntje Trip. Onder andere onder die naam publiceerde ze in tijdschriften als De Vlaamse Gids, Mens en Wereld en Rekenschap. Laatstgenoemde is een uitgave van het Humanistisch Verbond. Tot op zeer hoge leeftijd bleef ze nauw betrokken bij deze organisatie.
Ze overleed op 24 april 2010 op 103-jarige leeftijd in het Rosa Spier Huis te Laren.